# كاترين جارفوت
كاترين جارفوت (بالإنجليزية: Katrin Garfoot) (و. 1981  م) هي دراجة أسترالية، ولدت في إغنفلدن، شاركت في ركوب الدراجات في الألعاب الأولمبية الصيفية 2016، ودورة ألعاب الكومنولث 2018 ‏، ودورة ألعاب الكومنولث 2014.

## سجل الفوز

### سباقات أو مراحل فاز بها
| التاريخ        | السباق                                                    | المركز                                          |
| -------------- | --------------------------------------------------------- | ----------------------------------------------- |
| 16 مارس 2013   | 2013 Oceania Road Cycling Championships Women RR          | الفائز في التصنيف العام                         |
| 01 يناير 2014  | 2014 Gracia-Orlová                                        |                                                 |
| 11 يناير 2014  | سباق الطريق للسيدات في بطولة أستراليا لركوب الدراجات 2014 |                                                 |
| 14 سبتمبر 2014 | 2014 Chrono Champenois–Trophée Européen                   | الثالث في التصنيف العام                         |
| 13 فبراير 2015 | 2015 Oceania Road Cycling Championships Women ITT         | الفائز في التصنيف العام                         |
| 15 فبراير 2015 | 2015 Oceania Road Cycling Championships Women RR          |                                                 |
| 09 يونيو 2015  | 2015 Durango-Durango Emakumeen Saria                      | الخامس في التصنيف العام                         |
| 14 يونيو 2015  | طواف الباسك للسيدات 2015                                  | الخامس في التصنيف العام، السادس في تصنيف النقاط |
| 07 يناير 2016  | بطولة أستراليا لسباق الدراجات ضد الزمن للسيدات 2016       | الفائز في التصنيف العام                         |
| 19 يناير 2016  | Women's Tour Down Under 2016                              | الفائز في التصنيف العام                         |
| 03 مارس 2016   | 2016 Oceania Road Cycling Championships Women ITT         | الفائز في التصنيف العام                         |
| 11 سبتمبر 2016 | 2016 Chrono Champenois–Trophée Européen                   | الفائز في التصنيف العام                         |
| 11 أكتوبر 2016 | سباق الزمن للسيدات في بطولة العالم 2016                   |                                                 |
| 05 يناير 2017  | سباق الزمن للسيدات في بطولة أستراليا لركوب الدراجات 2017  | الفائز في التصنيف العام                         |
| 08 يناير 2017  | سباق الطريق للسيدات في بطولة أستراليا لركوب الدراجات 2017 | الفائز في التصنيف العام                         |
| 05 يناير 2018  | بطولة أستراليا لسباق الدراجات ضد الزمن للسيدات 2018       | الفائز في التصنيف العام                         |

## روابط خارجية
- كاترين جارفوت على موقع الاتحاد الدولي للدراجات (الإنجليزية)
- كاترين جارفوت على موقع أرشيف الدراجات (الإنجليزية)
- كاترين جارفوت على موقع إحصائيات الدراجات الإحترافية (الإنجليزية)
- كاترين جارفوت على موقع نسبة الدراجات (الإنجليزية)
- كاترين جارفوت على موقع CycleBase (الإنجليزية)
- كاترين جارفوت على موقع CyclingDatabase.com (مؤرشف) (الإنجليزية)
- كاترين جارفوت على موقع اللجنة الأولمبية الدولية (الإنجليزية)
- كاترين جارفوت على موقع أوليمبيديا (الإنجليزية)
- كاترين جارفوت على موقع اللجنة الأولمبية الأسترالية (الإنجليزية)
- كاترين جارفوت على موقع اتحاد ألعاب الكومنولث (مؤرشف) (الإنجليزية)